# Streszyn
Streszyn (biał. Стрэшын) – osiedle typu miejskiego na Białorusi w obwodzie homelskim w rejonie żłobińskim, 1,3 tys. mieszkańców (2010), położony na prawym brzegu Dniepru.

## Historia
Prywatne miasto duchowne położone było w końcu XVIII wieku we włości streszyńskiej w powiecie rzeczyckim województwa mińskiego.
Podczas okupacji hitlerowskiej, we wrześniu 1941 roku Niemcy utworzyli getto dla żydowskich mieszkańców. Przebywało w nim około 300 osób. 30 marca 1942 roku Niemcy zlikwidowali getto, a Żydów wywieźli do getta w Żłobinie, następnie ich mordując. 